# Winona (Mississipi)
Winona és una població dels Estats Units a l'estat de Mississipi. Segons el cens del 2000 tenia 5.482 habitants.

## Demografia
Segons el cens del 2000, Winona tenia 5.482 habitants, 2.098 habitatges, i 1.456 famílies. La densitat de població era de 162,2 habitants per km².
Dels 2.098 habitatges en un 32,9% hi vivien nens de menys de 18 anys, en un 41,5% hi vivien parelles casades, en un 24,3% dones solteres, i en un 30,6% no eren unitats familiars. En el 28,6% dels habitatges hi vivien persones soles el 15,2% de les quals corresponia a persones de 65 anys o més que vivien soles. El nombre mitjà de persones vivint en cada habitatge era de 2,55 i el nombre mitjà de persones que vivien en cada família era de 3,14.
Per edats la població es repartia de la següent manera: un 27,9% tenia menys de 18 anys, un 9,1% entre 18 i 24, un 24,1% entre 25 i 44, un 20,8% de 45 a 60 i un 18,1% 65 anys o més.
L'edat mediana era de 37 anys. Per cada 100 dones de 18 o més anys hi havia 70,2 homes.
La renda mediana per habitatge era de 25.160$ i la renda mediana per família de 31.619$. Els homes tenien una renda mediana de 30.163$ mentre que les dones 17.549$. La renda per capita de la població era de 14.700$. Entorn del 24,5% de les famílies i el 27,4% de la població estaven per davall del llindar de pobresa.

## Poblacions més properes
El següent diagrama mostra les poblacions més properes.